# Мельник Григорій Якович
Григо́рій Я́кович Ме́льник (Григір) (* 12 червня 1927, Новопавлівка, нині Межівський район — 1990) — український письменник.

## З життєпису
Закінчив Вищу партійну школу, працював в редакціях газет, у 1966—1986 роках — начальник управління та директор програм Республіканського радіо Держтелерадіо УРСР.
Писав гуморески та усмішки:
- збірки «Кожному по заслузі»,
- «Антитуз»,
- «Розбійник у сметані»,
- «Чортополох»,
- гумористична повість «Ефект Гопкана».

Його зусиллями на Республіканському радіо почали виходити улюблені в радянські часи передачі:
- 1968 — «Від суботи до суботи»,
- 1973 — «А ми до вас в ранковий час».
- В журналі «Перець» № 12 за 1977 р. розміщено дружній шарж А. Арутюнянца з нагоди 50-річчя Г. Мельника.[1]